# Morran och Tobias – Pengarna eller livet
Morran och Tobias – Pengarna eller livet är en svensk komediserie som hade premiär på TV4 Play den 22 mars 2024. Serien är regisserad av Mats Lindberg som också skrivit manus tillsammans med Stefan Wiik, Robert Gustafsson och Johan Rheborg. Rheborg och Gustafsson ses även i huvudrollerna.

## Handling
Serien kretsar kring den kedjerökande mamman Morran och hennes vuxne son Tobias. Tobias har precis blivit släppt från fängelset där han suttit inne för förskingring och ska nu återförenas med sin mamma. Morran har efter att deras förra hus brunnit ner fått ett nytt hus av kommunen. Marken huset står på är dock full av miljögifter och måste saneras.

## Rollista (i urval)
- Robert Gustafsson – Tobias
- Johan Rheborg – Morran
- Lisa Johansson – Anette